# KickassTorrents
KickassTorrents (comúnmente abreviado KAT) es un sitio web que proporciona un directorio de archivos torrent y enlaces magnéticos para facilitar el intercambio de archivos peer-to-peer mediante el protocolo BitTorrent. Fue fundada en 2008 y fue puesto fuera de línea el 20 de julio de 2016, cuando el dominio fue capturado por el gobierno de Estados Unidos. Los servidores proxy del sitio fueron cerrados por su personal, al mismo tiempo.
En noviembre de 2014, KAT se convirtió en el directorio de BitTorrent más visitado del mundo, superando a The Pirate Bay, según el ranking Alexa.
Uno de los principales dominios del sitio salió a la venta en agosto de 2016.

## Bloqueo y censura
KickassTorrents (KAT) dice que cumple con la DMCA y elimina torrents reportados por los propietarios del contenido.
KAT fue lanzado inicialmente en noviembre de 2008 bajo el dominio kickasstorrents.com.
El 21 de abril de 2011, KickassTorrents se trasladó a las Filipinas con un nuevo nombre dominio kat.ph tras una serie de ataques de nombres de dominio efectuados por el Departamento de Justicia de los Estados Unidos en contra de Demonoid y Torrentz. El sitio más tarde se trasladó a varios dominios diferentes, y los operadores planean hacerlo cada seis meses, incluyendo ka.tt, kickass.to, kickass.so, kickasstorrents.im y kat.cr.
El 28 de febrero de 2013, el Tribunal supremo en Londres le ordenó a los proveedores de servicio del Internet (ISPs) en el Reino Unido bloquear acceso a KickassTorrents, junto con dos otros sitios de torrents. El juez Richard Arnold alegó que el sitio contribuyó a la violación de derechos de autor.
El 14 de junio de 2013, el nombre de dominio fue cambiado a kickass.to como parte de un cambio regular del dominio del sitio.
El 23 de junio de 2013, KAT fue retirado de la lista de Google, a petición de la MPAA. A finales de agosto de 2013, KAT fue bloqueado por los ISP belgas. En enero de 2014, varios ISP irlandeses comenzaron el bloqueo de KAT. En febrero de 2014, Twitter comenzó a bloquear enlaces KAT, sin embargo a finales del mes de febrero de 2014, KAT fue desbloqueado en Twitter. En junio de 2014, KAT fue bloqueado en Malasia por la Comisión de Comunicaciones y Multimedia de Malasia por violar la ley de derechos de autor.
En diciembre de 2014, el sitio se trasladó a Somalia con un nuevo nombre de dominio kickass.so. Los informes indicaron que se movía como resultado del cambio de dominio regular del sitio. El 9 de febrero de 2015, kickass.so fue catalogado como "prohibido" en Whois, haciendo que el sitio estuviera fuera de línea. Más tarde ese día, el sitio volvió a su antiguo nombre de dominio kickass.to.
El 14 de febrero de 2015, se encontró que los mensajes que citan "kickass.to" fueron bloqueados en el chat de Steam, pero "kickass.so" y otros sitios web de torrents populares no fueron bloqueados, sólo se marcan como "potencialmente malicioso".
El 23 de abril de 2015, el sitio se trasladó a la Isla de Man con un nuevo nombres de dominio kickasstorrents.im pero fue rápidamente bajado más tarde ese día y el 24 de abril fue trasladado al nombre de dominio kat.cr. basado en Costa Rica.
En julio de 2015, la dirección de kat.cr había sido retirado de los resultados de búsqueda de Google. Después de la eliminación, el resultado de la búsqueda en Google de la parte superior KAT en muchos lugares se dirigía a un sitio falso que KAT incitó a los visitantes a descargar malware.
En octubre de 2015, Portugal pasa por sus tribunales el hacer un acuerdo voluntario entre los ISP, los titulares de derechos y el Ministerio de Cultura para bloquear el acceso a KAT y la mayoría de los otros sitios web populares de BitTorrent.
En octubre de 2015, Google Chrome y Mozilla Firefox bloquearon el acceso a KAT debido a preocupaciones de seguridad con algunos de los anuncios que contenían malware; los usuarios pueden pasar por alto el bloqueo haciendo clic en el enlace 'ignorar'. En abril de 2016, Google Chrome y Mozilla Firefox bloquearon KAT debido a las preocupaciones de phishing. Ambos bloqueos fueron retirados más tarde después de que KAT se ocupó de las preocupaciones.
En junio de 2016, KAT añadió una dirección .onion oficial a la red Tor.

## Arresto del presunto dueño

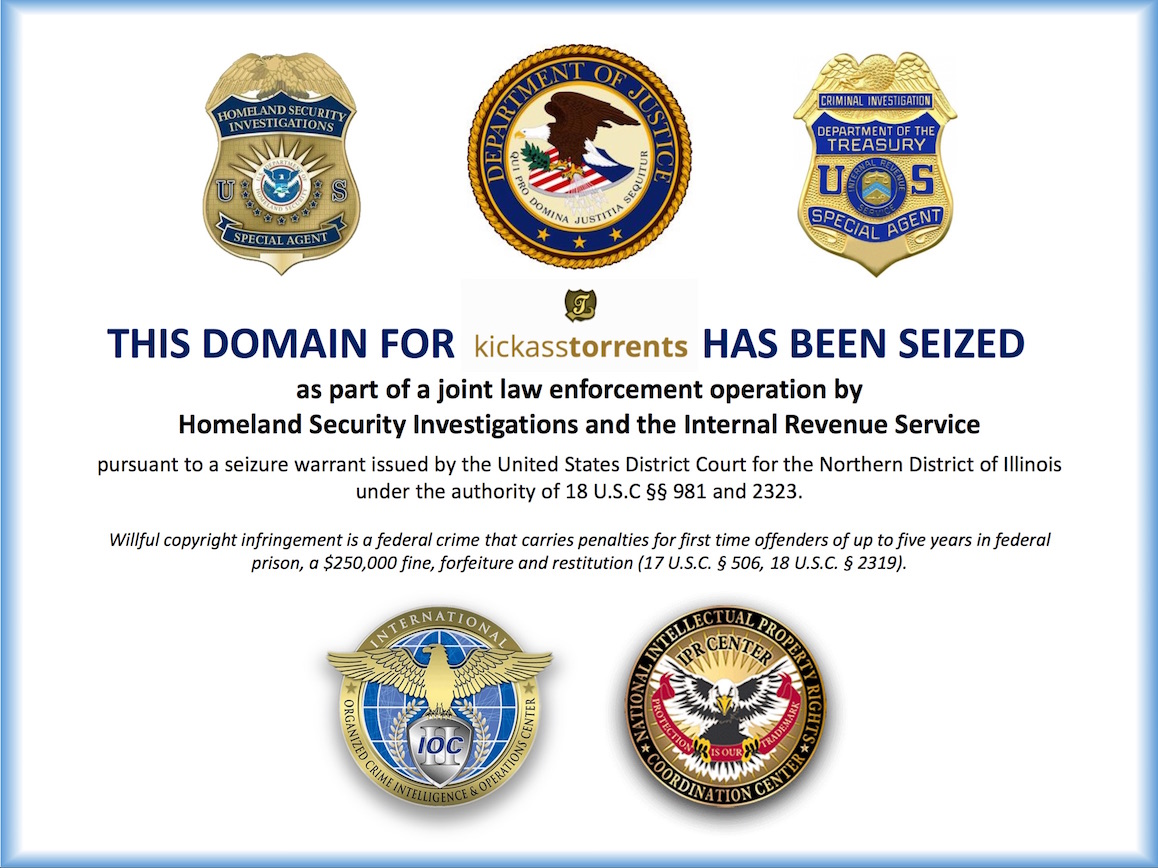
Noticia mostrada en los sitios KickassTorrents después de la censura.

El 20 de julio de 2016, el Departamento de Justicia de los Estados Unidos anunció que se había apoderado del dominio KAT.cr y había identificado a su supuesto propietario. Artem Vaulin, un hombre ucraniano de 30 años de edad, conocido en Internet como "TIRM", fue detenido en Polonia después de haber sido acusado de violación masiva de derechos de autor. Los dominios restantes fueron retirados de la red de forma voluntaria después de que el nombre de dominio KAT.cr fue capturado. Después de la toma del dominio originario KAT múltiples espejos no oficiales se han puesto en línea. Estos no tienen conexión con el equipo original, que han estado instando a los usuarios a tener cuidado. Varios de estos espejos ya han sido derribados.
Artem llevaba una página de Facebook para promocionar KickassTorrents y cuando el gobierno estadounidense llegó a la empresa de Mark Zuckerberg con una orden, la red social simplemente le entregó todos los datos de la misma, y así descubrieron que Vaulim estaba usando una cuenta de correo electrónico @me.com (estas direcciones son propiedad de Apple). El siguiente paso fue repetir el mismo proceso pero en la compañía dirigida por Tim Cook. Apple entregó toda la información relacionada con la cuenta de correo de Vaulim. Una vez que las autoridades se hicieron con los datos de la cuenta de correo electrónico, pudieron rastrear su dirección IP gracias a que Vaulin hizo compras en iTunes con esa cuenta. Las autoridades usaron esas direcciones para determinar la cuenta de bitcoin de Vaulim. Además de esto, el joven recibía alertas relacionadas con tareas administrativas de KickassTorrents en su correo @me.com.
La denuncia penal, presentada en la Corte del Distrito Norte de Illinois,(EE.UU), por Investigaciones de Seguridad Nacional, dijo que estaba en posesión de las copias completas de los discos duros de KAT, incluyendo su servidor de correo electrónico. La investigación sugiere que KAT hizo más de $12 millones por año en ingresos publicitarios.
A finales de agosto de 2016, el Departamento de Justicia siguió la queja con un completo jurado investigador de Vaulin y otros dos acusados, Ievgen Kutsenko y Oleksandr Radostín; Vaulin se encuentra detenido en la cárcel polaca.